# Wales (Dakota Północna)
Wales – miasto w Stanach Zjednoczonych, w stanie Dakota Północna, w hrabstwie Cavalier.